# Emil Gilels
Emil Grigorievitch Gilels (ou Guilels ; en russe : Эмиль Григорьевич Гилельс), né le 19 octobre 1916 à Odessa, mort le 14 octobre 1985, à Moscou, est un pianiste soviétique.
Il s'est distingué par un jeu au son très pur, un legato admirable, une diversité de timbres orchestrale ; sa vision des œuvres est d'une cohérence et d'une intelligence rares. Chostakovitch disait de lui : « Il combine à la fois une grande liberté d'interprète et un respect absolu des intentions du compositeur. »
Son répertoire est essentiellement romantique avec les concertos et les sonates de Beethoven, Brahms, Schumann ou Saint-Saëns, Il est aussi un des plus grands interprètes de la musique russe (Prokofiev, Rachmaninov). Au début des années 1950, il interpréta Rameau (par exemple Le rappel des oiseaux), ainsi que Lully. Il a également enregistré une interprétation remarquée des 4 ballades pour piano de Brahms. Dans les dernières années de sa vie, il entreprit d'enregistrer l'intégrale des sonates pour piano de Beethoven pour Deutsche Grammophon, la mort l'empêcha d'achever le cycle, auquel manquent les sonates nos 1, 9, 22, 24 et 32.

## Biographie
Gilels est né dans une famille juive le 6 octobre 1916 (19 octobre dans le calendrier grégorien) à Odessa, en Ukraine (Empire russe) de Gesya et Grigory Gilels. Son père travaillait comme commis dans une raffinerie de sucre. Sa sœur Elizaveta, de trois ans sa cadette, devint une violoniste de renom.
Gilels, âgé de cinq ans et demi, commença à étudier le piano  avec Yakov Tkach, un célèbre pédagogue de piano, au Conservatoire d'Odessa. Apprenant rapidement, il apprit à jouer les trois volumes des études de Loeschhorn en quelques mois, et peu après les sonates de Clementi et Mozart. Gilels attribua plus tard à la formation stricte de Tkach les fondements de sa technique. À son tour, Tkach commenta le talent de Gilels ainsi : « Milya Gilels possède les capacités de celui qui est né uniquement dans le but de devenir pianiste, et avec l'attention nécessaire à son développement, l'URSS s'enrichirait à l'avenir avec l'acquisition d'un pianiste de renommée mondiale. »
Il donne son premier concert à treize ans. En 1935, il étudie au Conservatoire Tchaïkovski de Moscou, où il suit notamment l'enseignement d'Heinrich Neuhaus et rencontre ses condisciples Sviatoslav Richter et Bronislav Stayevski. En 1938, il gagne le premier prix du Concours Eugène-Ysaÿe à Bruxelles et devient professeur au conservatoire Tchaïkovski de Moscou à partir de 1951. C'est l'un des rares artistes soviétiques ayant pu faire une carrière internationale officielle, avec plusieurs enregistrements aux États-Unis, dont un à Seattle.
Il meurt dans un hôpital moscovite le 14 octobre 1985. À la veille de partir en tournée, il avait souhaité effectuer un contrôle médical. Selon Sviatoslav Richter, durant la visite, un médecin incompétent ou tête en l'air aurait confondu deux flacons, ce qui aurait conduit à son décès,.

## Discographie sélective
- Emil Gilels Edition, Historical Russian Archives (Brahms, Debussy, Chopin, Liszt, Schumann, Scriabine, Prokofiev…) (10 CD Brilliant Classics)
- Emil Gilels joue Beethoven, Concertos pour piano (orchestre symphonique d'État de l'URSS, Kurt Masur), Sonates no 7, 8, 12, 14, 16, 23, 25, 26, 27, 29 (6 CD Brilliant Classics)
- Emil Gilels Edition (Beethoven, Chostakovitch, Medtner, Mozart, Poulenc, Prokofiev, Ravel, Schubert, Schumann, Scriabine) (5 CD, Melodiya/BMG)
- Great Pianists of the 20th Century : Emil Gilels (3 2xCD, Philips)
- Récitals à Londres :
  - Schumann, Sonate no 1 op. 11, Scarlatti, 5 sonates, Bach, Aria variata alla maniera italiana, Tchaïkovski, Morceaux pour piano no 1, 3, 4, Prokofiev, Toccata op. 11 (BBC Legends)
  - Beethoven, Sonate no 7, Variations Eroica, Scriabine, Étude no 1 op.2, Étude no 2 op. 8, Préludes op. 74, Ravel, Jeux d'eau, Alborada del gracioso, Poulenc, Pastourelle (BBC Legends)
  - Scarlatti, 7 sonates, Debussy, Pour le piano, Reflets dans l'eau, Beethoven, Sonate no 27, Scriabine, Sonate no 4, Prokofiev, Visions fugitives (extraits), Sonate no 3 (BBC Legends)
- Récital du 26 janvier 1984 (Moscou) :  Beethoven, Sonate no 29, Scriabine, Sonate no 3, Préludes op.74, Prokofiev, Sonate no 3 (Melodiya)
- Gilels au Japan, Récital des 18 et 20 mars 1984 (Yokohama et Tokyo), Schumann, Études Symphoniques op. 13, 4 pièces op. 32, Brahms, Variations Paganini, livre I (Melodiya)
- Beethoven, Sonates pour piano nos 2, 3, 4, 5, 6, 7, 8, 10, 11, 12, 13, 14, 15, 16, 17, 18, 19, 20, 21, 23, 25, 26, 27, 28, 29, 30, 31, Variations Eroica, deux sonates de jeunesse WoO 47 (DG)
- Beethoven, Concertos pour piano, Orchestre de Cleveland, George Szell (EMI)
- Beethoven, Concerto pour piano no 3, Orchestre philharmonique de Vienne , George Szell (Orfeo d'Or)
- Beethoven, Concerto pour piano no 3, op. 37, Orchestre national de l'ORTF (concert, Lausanne, 1970, Claves)
- Beethoven, Concerto pour piano no 5, Orchestre philharmonique tchèque, Karl Böhm (Orfeo d'Or)
- Beethoven, Sonate no 21, 12 variations WoO 71, 32 variations WoO 80, Weber, Sonate no 2 (BBC Legends)
- Chopin, Concerto pour piano no 1 op.11, Orchestre de Philadelphie, Eugene Ormandy (Sony)
- Brahms, Ballades op. 10, Quatuor avec piano no 1, Quatuor Amadeus (DG)
- Brahms, Concertos pour piano no 1 et 2, Orchestre philharmonique de Berlin, Eugen Jochum (DG)
- Brahms, Concerto pour piano no 2, Orchestre symphonique de Chicago, Fritz Reiner (RCA)
- Grieg, Pièces lyriques (1974, DG)
- Liszt, Sonate en si mineur - Schubert, Sonate D. 850 (RCA)
- Liszt, Sonate en si mineur - Schubert, Sonate D. 784, Moments musicaux D. 780 - Récital à Salzbourg (Orfeo)
- Schumann, Concerto pour piano, Orchestre symphonique de Londres, Karl Böhm (Andante)
- Tchaïkovski, Concerto pour piano no 1, Orchestre philharmonique tchèque, Karel Ančerl (Praga)
- Tchaïkovski, Concertos pour piano no 1, no 2 et no 3, New Philharmonia Orchestra, Lorin Maazel (EMI)
- Tchaïkovski, Concerto pour piano no 1, Orchestre symphonique de Chicago, Fritz Reiner (concert, Chicago du 29 octobre 1955, RCA Victor)
- Saint-Saëns, Concerto pour piano no 2, Orchestre de la Société des Concerts du Conservatoire, dir. André Cluytens (1956, Warner).
- Saint-Saëns, concerto pour piano N° 2, State Symphony Orchestra of the URSS, dir. Paavo Berglund (1951, Yedang classics).
- Saint-Saëns, Variation sur un thème de Beethoven, op. 35 - Yakov Zak 2e piano (4 CD Emil Gilels in Ensembles, Unreleased recording from original tapes 1952).